# الاتحاد التركي لرياضة المكفوفين
الاتحاد التركي لرياضة المكفوفين ( (بالتركية: Türkiye Görme Engelliler Spor Federasyonu) اتحاد رياضي تركي، مختصة بتشجيع وتطوير المكفوفين وضعاف البصر للرياضة في تركيا. وهي عضو في الاتحاد الدولي لرياضة المكفوفين (IBSA) واللجنة البارالمبية الدولية (IPC).
تأسس الاتحاد التركي لرياضة المعوقين في عام 1990، وأنشئ اتحاد رياضة المكفوفين جزءاً من هذه المنظمة في أنقرة. انفصل اتحاد رياضة المكفوفين كمنظمة مستقلة في 7 مارس 2000، وتماشياً مع التطورات التي شهدتها رياضة المكفوفين في أوروبا، تأسس الاتحاد رسمياً في 12 يوليو 2000.
الرياضات التي يروج لها الاتحاد هي:
- ألعاب القوى.
- الشطرنج.
- كرة الصالات B1 و B2 / B3 .
- دوريات كرة الهدف للسيدات والرجال.
- جودو.
- ركوب الدراجات.
- رفع الأثقال .
- السباحة القصيرة والطويلة للسيدات والرجال.

## الأحداث الدولية التي تستضيفها تركيا
نظم الاتحاد بطولة العالم الرابعة وألعاب IBSA التي اقيمت في أنطاليا في الفترة من 1 إلى 10 أبريل 2011.

## الرياضيون البارزون
- نازان أكين (من مواليد 1983)، الحائزة على الميدالية الفضية في الألعاب البارالمبية الصيفية 2012 في رياضة الجودو
- دويغو تشيتي (مواليد 1989)، الحائز على الميدالية البرونزية في الألعاب البارالمبية الصيفية 2012 في الجودو

## روابط خارجية
- الموقع الرسمي Türkiye Görme Engelliler Spor Federasyonu (باللغة التركية)